# 御蔵入交流館
御蔵入交流館（おくらいりこうりゅうかん）は、福島県南会津郡南会津町にある総合文化・保健複合施設。

## 概要
2004年4月開館。
南会津町の教育委員会が入居すると共に、複合施設として以下の機能が設けられている。
| 施設名称             | 概要                                                                                         |
| -------------------- | -------------------------------------------------------------------------------------------- |
| 南会津町文化ホール   | 客席：800席 楽屋：5部屋 リハーサル室                                                         |
| 南会津町中央公民館   | 多目的ホール：403m3 移動席：300席 調理室 和室 会議室：80m3                                   |
| 南会津町図書館       | 閲覧コーナー：蔵書5万冊 AVコーナー お話・子供コーナー レファレンスコーナー 閲覧室 畳コーナー |
| 南会津町保健センター | 検診ホール 健康相談室 診察室                                                                 |

## アクセス
- 会津鉄道会津田島駅より約0.8㎞。
- 会津乗合自動車のバスで御蔵入交流館下車、すぐ。
- 駐車場が360台分設けられており、車での来場も可能。

## 近隣　名所・旧跡・観光スポット
- 細井家資料館